# Halno
| halno                                          |
| ---------------------------------------------- |
| 職業 写真家・フォトグラファー インスタグラマー |
| 事務所 吉田正樹事務所                          |

halno（はるの、本名：鯨岡遥乃、1978年-）は日本の男性写真家・フォトグラファー。福島県いわき市出身。
ほうきにまたがって空を飛んでいるような“浮遊写真”を撮ることをメインな活動としている写真家・フォトグラファーである。
日本、海外問わず世界中の様々な場所で活動している。
このファンタジーな世界観の“浮遊写真”は全て非合成の作品であり、ジャンプした瞬間を撮影したものである。
2010年、AppleのApp Storeに登場したインスタグラムを初期から利用し、国内外で瞬く間に話題となりフォロワー数25万人超えの人気インスタグラマーとなる。
2015年、日本コカ・コーラ、いろはすのウェブ用CMに単独出演。
2019年、JR東日本、「行くぜ、東北。」山形県の担当として広告、ウェブCM出演。
2021年、大阪なんばパークスにて個展「浮遊大紀行」開催。南海電鉄後援。
2022年、カナダ・モントリオールへ移住。

## 出演

### TV
- ヒルナンデス！（日本テレビ）2020年8月6日
- 行列のできる法律相談所（日本テレビ）2020年2月9日
- 嵐にしやがれ（NTV）
- めざましテレビ（CX）
- モーニングバード（EX）
- デザインコード、#109回（テレビ朝日）2016年5月21日
- みんなのニュース（フジテレビ）

### 雑誌
- GENIC 2021年1月号（ミツバチワークス）
- GQ Japan（コンデナスト・ジャパン）
- ブルータス（マガジンハウス）

### 講演
- 「旅とInstagram」講演（DeNAトラベル）
- 「Instagram」講演（Tabippo）

### フェス
- 野外音楽フェスティバル「旅祭2015」

## 写真集・著書
- 『今宵、空で逢いましょう』飛鳥新社、2015年7月。ISBN 978-4864104036